# Chelicerca minuta
Chelicerca minuta är en insektsart som beskrevs av Ross 1944. Chelicerca minuta ingår i släktet Chelicerca och familjen Anisembiidae. Inga underarter finns listade i Catalogue of Life.